# Феоксена (жена Агафокла)
Феоксена (др.-греч. Θεόξενα; также Теоксена; ранее 317 до н. э. — после 289 до н. э.) — третья и последняя жена правителя Сицилии Агафокла, родственница диадоха и царя Египта Птолемея I Сотера.

## Происхождение
Неизвестно, кто были родители Феоксены. Единственный древний автор, который её упоминает, Юстин, говорит только, что она прибыла из Египта и туда же была отослана мужем. Учитывая, что на момент отбытия в Египет у Феоксены были малолетние дети, брак состоялся не ранее 304 года до н. э. В это время Агафокл принял царский титул, провозглашая себя равным диадохам. Тогда же Птолемей I Сотер организовал серию династических браков, одним из которых и мог быть брак Агафокла с Феоксеной. На момент брака Феоксене должно было быть не менее 14-15 лет. Кроме того она должна была быть родственницей Птолемея, чтобы Агафокл согласился на этот брак. Иоганн Дройзен считал, что Феоксена была дочерью жены Птолемея — Береники — от её первого мужа Филиппа. Согласно Плутарху, у Береники было несколько дочерей от первого брака. Птолемей активно использовал детей Филиппа в своей западной политике. Так, другая падчерица Птолемея — Антигона — вышла замуж за эпирского царевича Пирра, а её брат Магас стал наместником Кирены. Данная версия наиболее популярна среди исследователей, однако и она не является общепризнанной. Карл Юлиус Белох считал Феоксену дочерью Птолемея и Эвридики. Также высказывались гипотезы, что она могла быть дочерью Птолемея от Береники или от одной из его наложниц. Согласно ещё одной версии, Феоксена могла быть дочерью Менелая, брата Птолемея.

## Биография
Единственное упоминание о Феоксене у античных авторов связано с последними днями жизни Агафокла. В 289 году до н. э. муж Феоксены оказался при смерти. Как только он заболел, его вероятные наследники начали между собой вооружённую борьбу. Дети Феоксены на тот момент были слишком малы, чтобы в такой ситуации претендовать на престол. Чтобы уберечь жену и её детей от честолюбивых родственников, Агафокл отправил их в Египет вместе с деньгами, рабами и царскими сокровищами.
Юстин описывает трогательную сцену прощания Агафокла с женой и детьми: «Жена Агафокла долго упрашивала, чтобы её не разлучали с больным, опасаясь, как бы люди не осудили её наравне с внуком-отцеубийцей, не упрекнули её в том, что, покинув больного мужа, она поступила столь же жестоко, как внук, выступив против деда. Ведь она, выйдя замуж, обещала разделять с мужем не одну только счастливую судьбу, но и любую другую; она охотно подвергнет опасности свою жизнь ради того, чтобы принять последний вздох своего мужа; если она уедет, то никто не заменит её при обряде похорон и не совершит его с подобающим благоговением. Малютки громко плакали, расставаясь с отцом и, обняв его, никак не могли от него оторваться; жена тоже осыпала его поцелуями, больше не надеясь его увидеть; и не менее тяжко было видеть слёзы самого [умирающего] старика. Семья оплакивала умирающего отца, а он — детей-изгнанников. Они говорили о том, что после их отъезда отец, больной старик, остаётся совсем одиноким, а он о том, что их, воспитанных в надежде на царственное положение, он обрекает на нужду. Весь дворец оглашался звуками рыданий тех, кто был свидетелем этой тяжкой разлуки».

## Семья
При упоминании детей Феоксены, Юстин использует слово лат. parvuli, то есть слово дети в мужском роде. Поэтому, первоначально считалось что у Феоксены было двое сыновей. После публикации Оксиринхского папируса XXXVII 2821, возобладало мнение, что у Феоксены были мальчик с девочкой. В данном папирусе говорится о Феоксене, дочери Агафокла. Хотя имя матери в папирусе не сохранилось, считается что это была Феоксена, жена Агафокла. Второго ребёнка, обычно, отождествляют с эпистатом Ливии Архагатом, сыном Агафокла. Он известен из одной надписи на белой мраморной плите, найденной в Александрии, где Архагат вместе со своей женой делают посвящение теменосу Сераписа и Исиды. Сам публикатор надписи, Питер Фрейзер, скептически относился к отождествлению сына Агафокла с эпистатом Ливии. Исследователь Крис Беннетт, соглашаясь с данными идентификациями, заявлял что Архагат и Феоксена, возможно, были детьми Агафокла и Феоксены.